# Хорватское революционное братство
Хорватское революционное братство (хорв. Hrvatsko revolucionarno bratstvo), сокращённо ХРБ (хорв. HRB) — ультраправая террористическая группировка, созданная в Австралии в сентябре 1961 года хорватскими эмигрантами-радикальными националистами, бежавшими из Югославии после Второй мировой войны. Братство боролось за выход Хорватии из состава Югославии путём вооружённых нападений и терактов (насчитывается как минимум 120 терактов в Австралии и Европе, к которым причастны члены Братства) и при этом заодно противостояло Хорватскому освободительному движению — политической организации поглавника усташей Анте Павелича. Братство, в отличие от Освободительного движения, отвергало любые мирные методы достижения хорватской независимости и выступало против любого сотрудничества с Западной Европой, полагаясь исключительно на собственные силы.
С середины 1960-х годов Братство стало совершать диверсии и теракты на территории Югославии, пытаясь добиться развала СФРЮ как оккупационного государства, насильно присоединившего Хорватию, и восстановить независимость своей исторической родины. Однако все попытки Братства развить массовые выступления во всеобщее антиюгославское восстание провалились, поскольку всех исполнителей нейтрализовали югославские спецслужбы во главе с УДБА.

## Основание
В сентябре 1961 года лидеры хорватских националистов в Австралии — Геза Пашти, Юре Марич, Илия Толич и Йосип Облак — вышли из состава Хорватского освободительного движения, поскольку были недовольны тем, что организация затягивает процесс борьбы за восстановление независимости Хорватии и склоняется к переговорам с западными странами. Ими в Австралии было создано Хорватское революционное братство, а в том же году в Швеции был выпущен устав. Согласно уставу, целью организации было «освобождение хорватского народа от иностранного насилия и восстановление хорватской государственности», для достижения чего организации разрешалось применять насилие. Также организация рассчитывала, что благодаря её стараниям никаких привилегированных слоёв общества в новом государстве не будет существовать.

## Структура
Согласно данным югославских спецслужб, Хорватское революционное братство в 1965 году создало сеть своих ячеек по всей Европе, имея около 50 сторонников там. В Сиднее существовала организация «Хорватская молодёжь», издававшая газету «Uzdanica». Во владении Братства было достаточно много недвижимой собственности, содержание которых велось на средства от членских взносов. Каждый член Братства при вступлении приносил клятву и получал свой псевдоним.

## Действия
В 1967 году Геза Пашти был убит югославскими спецслужбами, и лидером организации стал Йосип Сенич, который заручился во Франции поддержкой Петара Андрича, брата Адольфа и Амброза Андричей, орудовавших в Австралии. Начиная с 1960-х годов, организация начала совершать теракты по всему миру, показывая свой протест против существования СФРЮ. Ею были созданы три террористические группы, которые должны были высадиться в Югославии и разжечь там всеобщее хорватское восстание: Бугойнская группа, группа Толича — Облака и группа Матичевича — Прпича.
Братству приписываются подготовка и совершение следующих терактов:
- Три попытки терактов в Югославии (1963). Боевая группа Толича — Облака была раскрыта, все диверсанты арестованы и осуждены на длительные тюремные сроки.
- Взрыв в Югославском клубе в Париже (1966).
- Покушение на убийство посла СФРЮ в Германии (1966).
- Убийство суперинтенданта консульства СФРЮ в Штутгарте (1966).
- Подрыв линий электропередач и взрыв железнодорожных путей на дороге Загреб—Риека (1967).
- Попытка покушения на Иосипа Броза Тито (1967).
- Теракт у посольства СФРЮ в Австралии, в Мельбурне (1967).
- Серия попыток взрывов самолётов, автобусов и поездов с целью разрушения туристической индустрии в Югославии (1968).
- Взрыв в баре в Схевенингене (Нидерланды), где генеральное консульство Югославии организовывало дни открытых дверей (1968).
- Теракт в белградском кинотеатре «20 октября»: один убитый, 85 раненых (1968).
- Покушение на убийство главы Югославской военной миссии в Берлине (1969).
- Покушение на вице-консула СФРЮ во французском Лионе (1969). Вице-консул ранен.
- Попытка организации массовых беспорядков и восстания в Бугойно (1972). Предпринята на фоне событий Хорватской весны.
- Попытка срыва туристического сезона (1975). Известна как операция «Кактус».

## Расформирование
Организация прекратила своё существование в 1996 году, поскольку Хорватия уже добилась своей независимости после завершения войны за независимость 1991—1995 годов. Некоторые из членов организации успели повоевать в рядах хорватских вооружённых сил или прохорватских военных формирований.

## Некоторые из членов братства
- Кралевич, Блаж
- Павлович, Людвиг
- Вегар, Паво
- Власнович, Мирко
- Главаш, Илия